# پایگاه فضایی چابهار
پایگاه فضایی چابهار نام پایگاه ملی پرتاب ماهوارهٔ ایران است که خبر آغاز طرح مطالعاتی آن را حمید فاضلی سرپرست سازمان فضایی ایران برای نخستین بار در روز ملی فناوری فضایی سال ۹۰ منتشر کرد.
این پایگاه در ابعاد ۵ در ۵ کیلومتر ایجاد می‌شود.
یکی از دلایل ایجاد پایگاه ملی فضایی در این منطقه نزدیک بودن این منطقه به اقیانوس هند و  کم جمعیت بودن آن است. براساس مصوبات شورای عالی فضایی ، مدیریت کلان این پایگاه بر عهدهٔ سازمان فضایی است و در حال حاضر نقطه‌یابی و فعالیت آمایش سرزمینی تأسیس پایگاه ملی پرتاب انجام و نقطهٔ نهایی انتخاب شده‌است.
و در سال ۱٣٩٨ در توییتر مرتضی براری رئیس سازمان فضایی ایران خبر از تکمیل مطالعات و طراحی کلان پایگاه فضایی چابهار خبر داد. 
در اخبار شبکه دو سیما ساعت ۱۰:٣۰ شب گفتگویی با مرتضی براری رئیس سازمان فضایی ایران در ۶ اذر سال۱۴۰۰ صورت گرفت و در آن اعلام کرد که مطالعات پایگاه فضایی آینده تمام شده و ساخت آن به سرعت آغاز خواهد شد. 
سخنگوی سازمان فضایی ایران از تکمیل فاز نخست پایگاه ملی پرتاب چابهار تا پایان سال ۱۴۰٣ خبر داد وی گفت پایگاه ملی پرتاب چابهار دارای ٣ فاز اصلی است که ما در میانه اجرای فاز نخست این پروژه قرار داریم و امیدواریم در نیمه اول سال ۱۴۰٣ این پایگاه، قابلیت پرتاب ماهواره‌های خورشید‌آهنگ توسط پرتابگرهای تاکتیکی سوخت جامد را پیدا کند، همچنین تا پایان ۱۴۱۰ هر ٣ فاز این پایگاه فضایی به طور کامل مورد بهربرداری قرار میگیرد.

## اهداف راه‌اندازی پایگاه ملی پرتاب
این پایگاه به عنوان یک مرکز پرتاب غیرنظامی پیش‌بینی شده و قرار است در زمینهٔ پرتاب موجود زنده، پرتاب ماهواره‌های سنجشی و ماهوارهٔ مخابراتی در مدار زمین اهنگ فعالیت کند بنابر این، این پرتاب‌ها به شرایط ویژه‌ای نیاز دارد و حتی‌الامکان باید در شرایط نزدیک به منطقهٔ استوایی صورت گیرد تا هزینه‌های پرتاب و انجام مانورهای مداری آن به حداقل رسد.
پایگاه ملی پرتاب با هدف انجام آخرین آزمایش‌های تاکتیکی پیش از پرواز مانند یکپارچه‌سازی، همسان‌سازی و سازگاری میان ماهواره‌ها و ماهواره‌برها ایجاد می‌شود.
در سال 1400 در 5 آذر ماه رئیس‌جمهور صبح امروز از آخرین دستاوردهای صنعت فضایی بازدید کرد و در ساعت 6 صبح رئیس جمهور و اعضای هیأت صنعت فضایی و دیگر اعضا بعد از یک دهه جلسه شورای فضایی در دولت سیزدهم شکل گرفت 
و در تصاویر ذکر شده از تصاویر بازدید رئیسی از دستاورد های فضایی طرح احتمالی ماکت پایگاه فضایی چابهار فاش شد
مرتضی براری در برنامه گفتگوی ویژه خبری شبکه دو سیما با بیان اینکه مدار 36 هزار کیلومتر مدار راهبردی وکلید موفقیت کشور در حوزه نظامی، اقتصادی و امنیتی است افزود: نقشه راه صنعت فضایی کشور قرار دادن ماهواره در مدار 36 هزار کیلومتری در بازه زمانی 10 ساله است اما رئیس جمهور تأکید دارد این زمان کاهش یابد و ما به رغم پیچیده بودن این مسیر همه تلاش خود را انجام می دهیم که در زمان کوتاه تری به این مدار دست یابیم.
وی گفت: بسیاری از طراحی ها و فناوری ها را برای رسیدن به این مدار آغاز کرده ایم و اکنون طراحی پایگاه این پرتاب کامل شده و به سرعت ساخت آن آغاز می شود.
براری افزود: در زمینه ماهواره بر نیز برای فرستادن ماهواره به این مدار تحقیقات آغاز شده است و بلوک انتقال مداری سامان آزمایش های نهایی خود را می گذراند.
وی گفت: این بلوک، ماهواره را از مدار 400 کیلومتر به مدار 7 هزار کیلومتر، سامانه دوی آن ماهواره را از 400 کیلومتر به 10 هزار کیلومتر و در نهایت ماهواره را به مدار 36 هزار کیلومتر منتقل می کند.مرتضی براری در برنامه گفتگوی ویژه خبری شبکه دو سیما با بیان اینکه مدار 36 هزار کیلومتر مدار راهبردی وکلید موفقیت کشور در حوزه نظامی، اقتصادی و امنیتی است افزود: نقشه راه صنعت فضایی کشور قرار دادن ماهواره در مدار 36 هزار کیلومتری در بازه زمانی 10 ساله است اما رئیس جمهور تأکید دارد این زمان کاهش یابد و ما به رغم پیچیده بودن این مسیر همه تلاش خود را انجام می دهیم که در زمان کوتاه تری به این مدار دست یابیم.ی گفت: بسیاری از طراحی ها و فناوری ها را برای رسیدن به این مدار آغاز کرده ایم و اکنون طراحی پایگاه این پرتاب کامل شده و به سرعت ساخت آن آغاز می شود.
براری افزود: در زمینه ماهواره بر نیز برای فرستادن ماهواره به این مدار تحقیقات آغاز شده است و بلوک انتقال مداری سامان آزمایش های نهایی خود را می گذراند.
وی گفت: این بلوک، ماهواره را از مدار 400 کیلومتر به مدار 7 هزار کیلومتر، سامانه دوی آن ماهواره را از 400 کیلومتر به 10 هزار کیلومتر و در نهایت ماهواره را به مدار 36 هزار کیلومتر منتقل می کند. و در آخر باید دید که بعد از عوض شدن رییس سازمان فضایی ایران این پایگاه به کجا خواهد رسید .
در 27 بهمن ماه سال 1400 رئیس سازمان فضایی ایران و رئیس منطقه آزاد چابهار دیدار و گفتگو کردند و رئیس سازمان فضایی گفت که پایگاه پرتاب چابهار برای پرتاب های مدار ژئو مهیا خواهد شد .